# مورولو
مورولو (محليًا Murolu ) هي كومونا (بلدية) في مقاطعة فروزينوني في منطقة لاتسيو الإيطالية ، وتقع على بعد حوالي 70 كيلومتر (43 ميل) جنوب شرق روما وحوالي 12 كيلومتر (7 ميل) غرب فروزينوني .
تقع مورولو على حدود البلديات التالية: فيرينتينو ، جورجيا ، سجرولا ، سوبينو .

## السكان
- إرنستو بيوندي

## روابط اضافية
- الموقع الرسمي